# Cantón Santiago
Cantón Santiago är en kanton i Ecuador.   Den ligger i provinsen Morona Santiago, i den centrala delen av landet, 280 km söder om huvudstaden Quito.